# Gromowo (Kaliningrad, Bagrationowsk)
Gromowo (Громово, deutsch Storkeim) war ein Ort in der russischen Oblast Kaliningrad (Gebiet Königsberg (Preußen)) und bis 1945 im Kreis Preußisch Eylau in Ostpreußen. Heute gehört seine Ortsstelle zum Munizipalkreis Rajon Bagrationowsk (Stadtkreis Preußisch Eylau).

## Geographische Lage
Die Ortsstelle von Gromowo resp. Storkeim liegt im südlichen Westen der Oblast Kaliningrad, zehn Kilometer nordöstlich der früheren Kreis- und heutigen Rajonshauptstadt Preußisch Eylau (russisch Bagrationowsk).

## Geschichte
1372 ist das Gründungsjahr des kleinen Dorfs Sturczekaym, das nach 1387 Storczekeim, nach 1425 Storkheim und nach 1895 Storkeim hieß. Bis 1928 war der Ort Wohnplatz und Vorwerk des Gutsbezirks Romitten (russisch Slawjanowka) im gleichnamigen Amtsbezirk im ostpreußischen Kreis Preußisch Eylau.
Am 30. September 1928 wechselte der Wohnplatz vom Gutsbezirk Romitten in die Landgemeinde Kniepitten (russisch Berjosowka, bis 1993 Kusnetschnoje), die ab 1930 dem Amtsbezirk Naunienen (russisch Berjosowka) zugeordnet war.
In Kriegsfolge wurde 1945 das gesamte nördliche Ostpreußen an die Sowjetunion abgetreten. Bis 1950 behielt Storkeim seinen deutschen Namen und wurde erst dann in „Gromowo“ umbenannt. Ab 1947 gehörte er zunächst zum Tischinski selski Sowet (Dorfsowjet Tischino  (Abschwangen)), danach zum Nadeschdinski selski Sowet (Dorfsowjet Nadeschdino  (Lampasch)). Eine Besiedlung des Ortes fand jedoch nicht in ausreichendem Maße statt, der Ort verwaiste und war schon lange vor 1975 verlassen. Heute gilt er offiziell als untergegangen. Die Ortsstelle befindet sich jetzt im Rajon Bagrationowsk (Stadtkreis Preußisch Eylau) in der Oblast Kaliningrad (Gebiet Königsberg (Preußen)) in der Russischen Föderation.

## Religion
Bis 1945 war Storkeim ein Ort im Kirchspiel der evangelischen Mühlhausener Kirche (russisch Gwardeiskoje) in der Kirchenprovinz Ostpreußen der Kirche der Altpreußischen Union, und außerdem römisch-katholischerseits nach Preußisch Eylau (Bagrationowsk) im Bistum Ermland eingepfarrt.

## Verkehr
Die kaum noch erkennbare Ortsstelle von Gromowo liegt an einer Nebenstraße, die die Stadt Bagrationowsk (Preußisch Eylau) an der 27A-017 (ex A 195, frühere deutsche Reichsstraße 128) mit Nadeschdino (Lampasch) und Berjosowka (Groß Sausgarten) sowie Iljuschino (Bönkeim) und Tischino (Abschwangen) an der 27A-083 (ex A 196, frühere deutsche Reichsstraße 131) verbindet. 